# Umberto De Angelis
Umberto De Angelis (Pescara, 16 maggio 1910 – Pescara, 9 febbraio 2001) è stato un calciatore italiano, di ruolo centrocampista.

## Carriera
Giocò una stagione in Serie A con il Livorno.

## Palmarès

### Allenatore

#### Competizioni nazionali
- Serie D: 1

Frosinone: 1965-1966